# Бараконе (Кунео)
Бараконе је насеље у Италији у округу Кунео, региону Пијемонт.
Према процени из 2011. у насељу је живело 778 становника. Насеље се налази на надморској висини од 154 м.